# 夢的解析
梦的解析（德语：Die Traumdeutung）（或译作释梦）是西格蒙德·弗洛伊德的一本著作，第一版出版于1899年11月。该书开创了弗洛伊德的“梦的解析”理论，被作者本人描述为“理解潜意识心理过程的捷径。”

## 內容
在第一章的开头，弗洛伊德这样描绘他的作品：
“在下面的文字中，我将会证明有一项心理学技术，使解释梦成为可能，由于这项技术的应用，每个梦都显示一种心理结构，充满了意义，并且与清醒状态时精神活动的特定部位有所联系。然后，我将尽力阐明梦所隐藏的奇异与暧昧，并由此推断这些冲突或吻合的精神力量，正是形成我们的梦的原因。”
该书引入了本我概念，描述了弗洛伊德的潜意识理论，用于解释梦。根据弗洛伊德的观点，梦都是“欲望的满足”—尝试用潜意识来解决各部分的冲突 （在后来的《超越快乐原则》中，弗洛伊德认为并不是所有的梦都显示愿望满足）。不过，由于潜意识中的信息不受拘束，通常让人难堪，潜意识中的“稽察者”不允许它未经改变就进入意识。在梦中，潜意识比清醒时放松了此项职责，但是仍然在关注，于是潜意识被扭曲其意义，以通过审查。同样，梦中的形象通常并非它们显现的样子，按照弗洛伊德所说，需要用潜意识的结构进行更深的解释。
弗洛伊德在第二版的序言中，首先回顾了此前关于分析梦的科学著作，他认为虽然有趣但是不够充分。然后他记述了许多梦，来阐明他的理论。他许多最重要的梦是他本人的 — 他的方法开始于分析他的梦“Irma's injection” — 但是也有许多来自病人的个案研究。弗洛伊德进行分析的许多来源来自文学作品，该书本身更多的是一次文学分析的自觉尝试，超过心理学研究的成分。弗洛伊德在此首次讨论了后来发展的恋母情结理论。 
起初该书的销量极低 — 经过许多年才卖出600册。弗洛伊德对该书的修订至少有8次，在第3版中增加了很大的篇幅，鼓励梦的解析就是直接搜寻阴茎等性的标志的想法，例如：“陡坡、阶梯和楼梯，上去和下来，是性行为的象征符号。”体现了威赫姆·斯特科的影响。后来心理分析学者表示这一部分受到了挫折，这些方法在很大程度上已被放弃，转而使用更全面的方法。
该书其实是弗洛伊德自己的感性总结，缺乏科学论证，却是有史以来第一本以科学来分析和研究“梦”的著作，虽然一开始受到冷遇和责难，但人们还是发现了它有着伟大的价值，弗洛伊德伟大心理学家的地位也逐渐被认可。该书是弗洛伊德的精神分析理论的展现，还包含许多其对文学、神话、教育等领域有启示性的观点，引导了20世纪的人类文明。